# C. Louise Boehringer
Cora Louise Boehringer (Morrison, Illinois, 1878 - Seattle, 1956) fue una política estadounidense y superintendente de escuelas, primera mujer en desempeñar el cargo en el condado de Yuma, Arizona y la primera mujer en ser elegida para un cargo en el estado. Se la ha llamado "la madre del sistema educativo de Arizona" y en 2008 fue incluida en el Salón de la Fama de las Mujeres de Arizona.

## Biografía
Cora Louise Boehringer nació en Morrison, Illinois, hija de Jacob F. Boehringer y Louise Greenawald, inmigrantes de Alemania.
Boehringer asistió a la escuela primaria en San Luis, Misuri. En 1902 se graduó en la DeKalb Normal School de DeKalb, Illinois. A continuación, asistió a escuelas de magisterio en Illinois y Misuri. Estudió y se licenció en la Universidad de Columbia con una licenciatura en educación, en 1911, en la Columbia Teacher's College (certificación profesional en supervisión elemental, 1911, y en la Universidad Estatal de California en Berkeley máster en educación, en 1930.

### Trayectoria profesional
Boehringer ocupó varios puestos como instructora en Illinois y Misuri: directora del Departamento Normal de la Escuela Normal de Illinois, Geneseo, Illinois; directora de la Escuela Normal Estatal de Cape Girardeau, Misuri; miembro del profesorado de la Universidad de Misuri (1904); organizadora de la Escuela Normal de Misisipi (1907); y superintendente de la Escuela de Formación de Maestros, Springfield, Illinois (1912). En este periodo escribió para los Cursos de Estudio del Estado de Misuri para Escuelas Rurales y de Aldeas.
Durante su estancia en el Medio Oeste, Boehringer participó en el movimiento por el sufragio femenino.
En 1913, Boehringer fue elegida superintendente de escuelas del condado de Yuma (Arizona), la primera mujer que ocupó un cargo electivo de este tipo en Arizona, cargo que mantuvo hasta 1917. Se convirtió en presidenta del Consejo de Mujeres Administrativas de la Educación de Arizona, una organización de trabajadoras de la educación, como directoras de escuelas secundarias, jefas de departamento y superintendentes de escuelas del condado.
En 1916, 1922 y 1940, Boehringer se presentó como candidata a Superintendente de Instrucción Pública de Arizona, pero no tuvo éxito porque el superintendente escolar formaba parte de la Junta de Libertad Condicional e Indultos del estado y la mayoría de los votantes no se sentía cómoda con la idea de que las mujeres pudieran decidir el destino de los delincuentes.
En 1917, Boehringer asistió a la Universidad de Illinois para realizar cursos de periodismo y se convirtió en periodista educativa. Luego compró la revista Arizona Teacher Magazine y fue su editora hasta 1939, cuando cedió la propiedad de la revista a la Asociación de Educación de Arizona[3]. Fue editora del Arizona Patent-Teacher Bulletin, el National Altrusian y Arizona Geography, y escritora independiente sobre educación y mujeres pioneras. Fue vicepresidenta de la Arizona National League of American Pen Women, para la que organizó las sucursales de Arizona en Phoenix y Tucson. Colaboró en Women in the Southwest y en Biographies in Arizona Historical Review y fue presidenta de las emisiones educativas del Departamento de Instrucción Pública de Arizona.
En 1921 y 1922, Boehringer formó parte de la Cámara de Representantes de Arizona como demócrata. También fue presidenta del Comité de Educación, estableció el Consejo Escolar del Estado, creó la financiación per cápita para las escuelas y legitimó a los menores nacidos fuera del matrimonio. En 1933 fue nombrada directora de planes de estudio del Departamento de Educación, cargo que ocupó durante seis años. En 1934 fue nombrada presidenta de la Asociación de Padres y Maestros de Arizona.
En 1926 Boehringer fue presidenta legislativa de la Federación de Clubes Femeninos de Arizona. En 1919, organizó y fue la primera presidenta estatal de la Federación de Clubes de Mujeres Empresarias y Profesionales de Arizona en 1921 y ejerció un segundo mandato como presidenta estatal en 1924. En ambos cargos, ayudó a las mujeres trabajadoras a crear redes y abogó por la igualdad salarial y la educación.
Boehringer participó en muchas otras organizaciones:
- Profesora de la Universidad del Norte de Arizona, clases de verano.
- Presidenta estatal de Better Homes in America, nombrada en 1928 por Herbert Hoover.
- Miembro de la Asociación Americana de Mujeres Universitarias.
- Miembro de la Asociación Nacional de Educación (N.E.A.), en 1913 intervino en su convención de San Francisco.
- Fundadora del Consejo Estatal de Mujeres Administradoras de la Educación en 1915.
- Presidenta de la campaña de mujeres universitarias para la conservación de los alimentos, en Arizona, en 1917.
- Secretaria de la Asociación de Maestras del Estado de Arizona, en 1919.
- Miembro de Altrusa International, Inc.
- Miembro de Delta Kappa Gamma
- Miembro de la Liga del Sufragio Femenino

En 1912, Boehringer se trasladó a Yuma, Arizona, uniéndose a su hermano, George, y a sus padres, que se habían trasladado allí en 1909, reclamando un rancho de 40 acres y estableciendo una granja lechera. Cuando en 1940 Boehringer perdió por tercera vez la candidatura a Superintendente de Instrucción Pública del Estado, se retiró de la vida pública y en 1953 se trasladó a Washington con su cuñada.
Murió en Seattle el 11 de septiembre de 1956 y está enterrada en el Evergreen Washelli Memorial Park de Seattle.